# Треповы
Треповы — дворянский род.
Определением Правительствующего Сената, состоявшимся 2 Ноября 1866 года, Генерал-Лейтенант Фёдор Фёдорович Трепов с детьми: Фёдором, Дмитрием, Владимиром, Александром, Анастасией, Евгенией, Юлией, Софией и Елизаветой, утверждён в потомственном дворянстве, с правом на внесение во вторую часть дворянской родословной книги, по личным его заслугам.
Диплом на дворянское достоинство Высочайше подписан 4 мая 1867 года.
Фёдор Фёдорович (1812—1889) — генерал-адъютант, обер-полицмейстер (1866—1873), градоначальник Петербурга (1873—1878). Был женат на Вере Васильевне Лукашевич (1817/1821—1866). Их дети:
- Анастасия (1849—1940), замужем за гр. М. Е. Ниродом (1848—1914).
- Евгения (1850—?), в замужестве Альбертова.
- Юлия (1851—1923), фрейлина, замужем за сенатором, тайным советником Д. П. Суходольским (1846—1916).
- Софья (1853—1927), фрейлина, замужем за шталмейстером гр. М. Е. Ниродом.
- Фёдор (1854—1938), генерал от кавалерии, генерал-адъютант, киевский, волынский и подольский генерал-губернатор (1908—1914).
- Дмитрий (1855—1906), генерал-майор Свиты Е. И. В., московский обер-полицмейстер, санкт-петербургский генерал-губернатор, товарищ министра внутренних дел, дворцовый комендант.
- Елизавета (1858—1920), фрейлина, замужем за начальником канцелярии Министерства императорского двора, генерал-лейтенантом А. А. Мосоловым.
- Александр (1862—1928), министр путей сообщения, председатель Совета министров России (1916).
- Владимир (1863—1918), таврический губернатор, член Государственного совета.
  - Трепов, Борис Владимирович (1876—1964) — полковник лейб-гвардии Конной артиллерии, герой Первой мировой войны.

## Описание герба
В голубом щите золотой сокол. В золотой главе щита Государственный двуглавый орёл, на его груди герб царства Польского — в красном щите серебряный коронованный орёл с золотым клювом и когтями. По бокам Государственного орла накрест по чёрному топору и кинжалу остриём вниз.
Над щитом дворянский коронованный шлем. Нашлемник — рука в голубых латах держит золотой штандарт с Государственным двуглавым орлом, на его груди Московский герб — в красном с золотыми краями, окружённом Андреевской цепью, щите Георгий Победоносец в серебряном вооружении на серебряном, покрытом красной тканью с золотой бахромой коне поражает золотого с зелёными крыльями дракона золотым с восьмиконечным крестом сверху копьём. Намёт справа голубой с золотом, слева чёрный с золотом.
Щитодержатели: два золотых сокола. Девиз: «Храню и охраняю» золотом по голубому. Герб рода Треповых внесён в Часть 19-ю «Общего гербовника дворянских родов Всероссийской империи», стр. 40.